# آيت السبع (بني تادجيت)
آيت السبع هي إحدى مشيخات المملكة المغربية، تتبع جغرافيا لإقليم فكيك وإداريًا لبني تادجيت. يقدر عدد سكانها بـ 3751 نسمة حسب الإحصاء الرسمي للسكان والسكنى لسنة 2004.